# ピラト

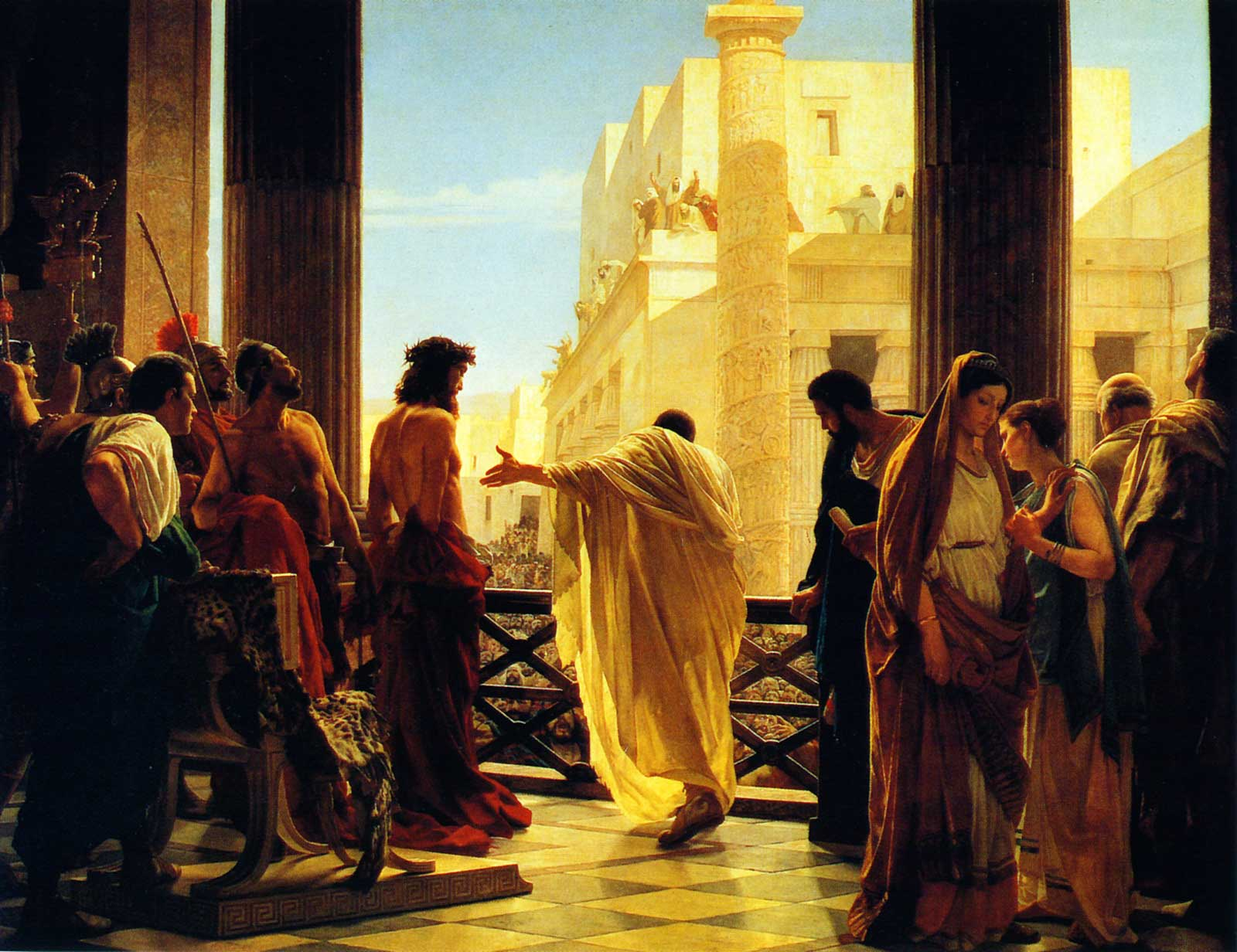
「この人を見よ (Ecce Homo) 」エルサレムの人々にイエスを示すピラト（アントニオ・チゼリ画）

ポンテオ・ピラト（古典ラテン語: Pontius Pilatus（）、生没年不詳）は、ローマ帝国の第5代ユダヤ属州総督（タキトゥスによれば皇帝属領長官、在任：26年 - 36年）。新約聖書で、イエスの処刑に関与した総督として登場することで有名。新約聖書の福音書の登場のほか、少し後の時代のユダヤ人の歴史家であるフィロンやフラウィウス・ヨセフスなどの歴史書においては、アグリッパ1世以前のユダヤ総督で唯一詳しい説明が存在する。

## 概説
生没年や出身地などは不詳。ピラトはローマの騎士階級（エクィテス）に属し、ティベリウス帝治下に総督を務めた。シリア総督の下では代官。任期の前半においては反ユダヤ的な思想を持っていた親衛隊長官セイヤヌスの影響力が大きかったため、ピラトの統治にもその影響が出ている。
ヨセフスの『ユダヤ古代誌』（第XVIII巻3章と4章）では、彼についての記述で以下のようなものがある。
- それまでのユダヤ総督が自重していた皇帝の胸像が付いた軍旗を夜間カエサリアからエルサレムに持ち込み、人目が付くところに掲げておいたが、人々の嘆願と態度で折れて撤去した。
- エルサレムに水を引くための水道工事に神殿に人々が納めていた金の一部を使用し、工事中止を訴えた人々を力ずくで解散させたことで死傷者が出た。
- ユダヤ人の指導者に告発されたイエスに十字架刑の判決を下した。
- ゲリジム山に集結した（ヨセフスによると詐欺師の「モーセの什器が見られる」という情報を信じて集まったという）サマリア人を、ローマ人からの離反未遂と思い込んで兵士たちに攻撃させ死傷者を出した。

（なお『ユダヤ戦記』第II巻にもイエスの処刑の下りがない以外はほぼ同内容の記述がある。）
この最後のサマリア人達の殺傷事件の後、サマリア人の評議会はシリア総督ウィテリウス（ピラトの上司に当たる）に使者を出し、ピラトの非道を訴えた（ローマ帝国では被支配住民に総督のリコール権があった）ところ、ウィテリウスは友人のマルケルスをユダヤ総督として派遣し、ピラトに「ローマに帰ってサマリア人から告発されていることを皇帝に釈明せよ」と命じた。こうしてピラトは10年間のユダヤ総督生活を終え、ローマへ向かったが、到着前に皇帝ティベリウスは死亡していたという。
フィロンの方（Filo,Leg.38 (299-306) ）は、アグリッパ1世からカリグラに送られた手紙の中の話として書かれている記述で、ヨセフスの最初の話に似ているが内容が微妙に異なる。エルサレムに皇帝の像を建てることは不可能と考えたピラトが「像はないが皇帝の名がついた飾り用の金箔の張られた盾をエルサレムにある総督邸宅（元ヘロデの宮殿）に掲げる」という行為を行い、これを知ったエルサレム貴族とヘロデの4人の息子達
が盾を取り除くように嘆願し、それがピラトに通じないと知るとティベリウスに直訴してティベリウスはこれを認め、カエサリアにあるアウグストゥス神殿に移すように命じたことで皇帝の名誉とエルサレムの風習が保たれた。というものである。

## キリスト教の聖書におけるピラト

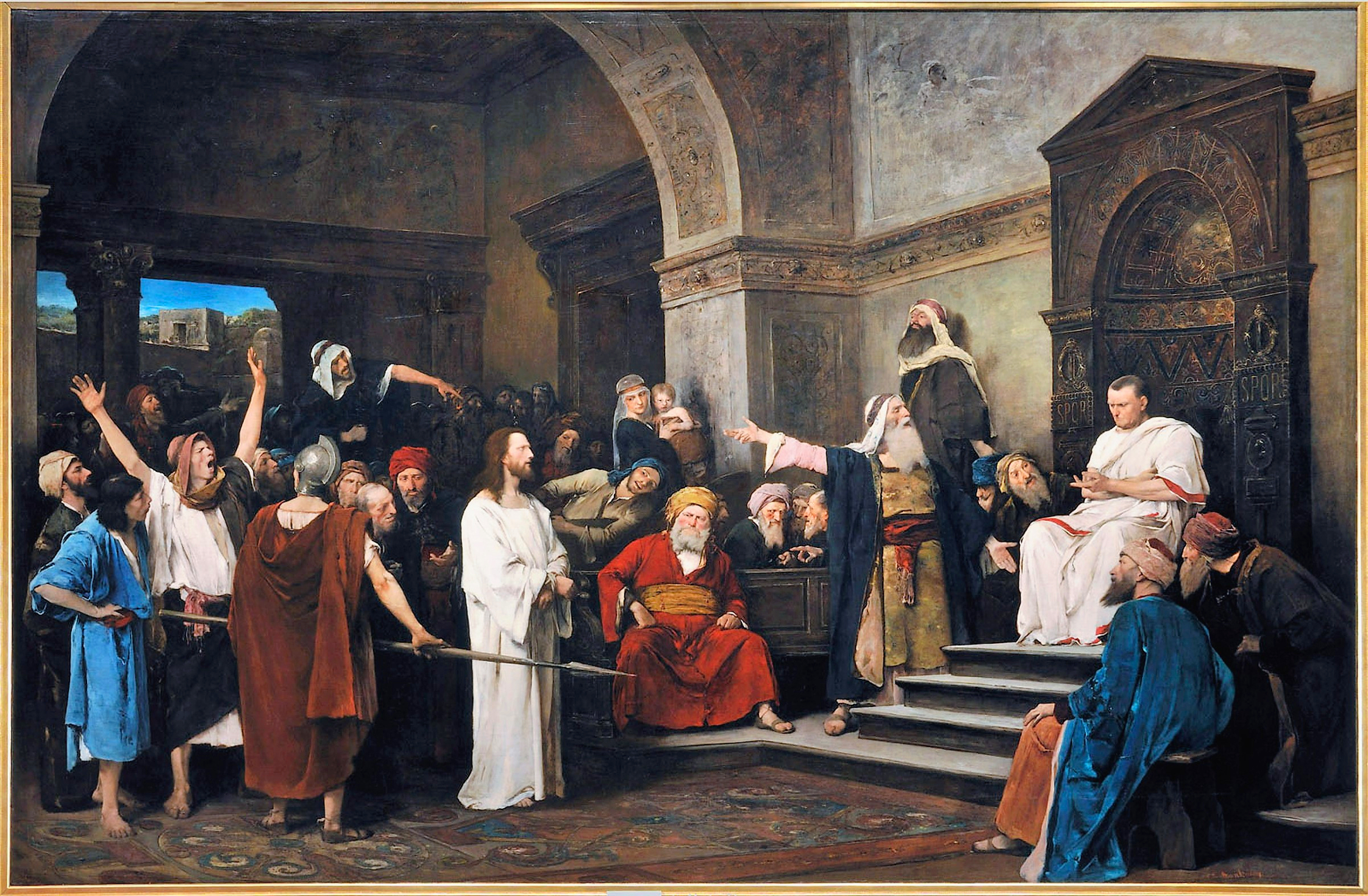
ピラトの前に引き出されたイエス（1881年、Mihály Munkácsy）

キリスト教の使徒信条に「ポンテオ・ピラトのもとに苦しみを受け」とあるのは、史実性を示すものであり、キリスト教においてはこの記述は史実であるととらえられてきたが、史実性を否定する主張も存在する。

### 日本語訳聖書における名前の表記
ピラトは新約聖書に記載のある人物だが、日本語訳聖書の中では様々な表記がなされる。具体例を挙げるとポンテオ・ピラト（文語訳・口語訳・新改訳）、ポンティイ ピラト（正教会訳）、ポンティウス・ピラトゥス（共同訳）、ポンティオ・ピラト（新共同訳）などがある。

### ピラトの性質
ヨセフスは『ユダヤ古代誌』18巻で、ピラトとユダヤ人との間に起こった騒動として三つの事件をあげている。18巻3章3節には有名なイエス・キリストに関する記事がでていて、そこには「ピラトスは、彼（イエス）がわれわれ（ユダヤ人）の指導者たちによって告発されると、十字架刑の判決を下したが、最初に彼を愛するようになった者たち（イエスの弟子たち）は、彼を見棄てようとはしなかった」とある。
フィロンに言わせれば「彼は融通のきかない性格で、とても頑固なばかりか無慈悲でもあった」〔フィロン「ガイウスへの弁明書」38章301節〕
『ルカによる福音書』13:1に「ピラトがガリラヤ人の血をガリラヤ人たちのささげるいけにえに混ぜた」と書かれているなど残虐であるが、裁判でのピラトの行動は陳情を繰り返すユダヤ人への恐れから（マルコ15:15）のものであったとされる。
ところが、この「冷酷無慈悲な」はずのピラトが、イエスの裁判に臨んだ際には、全く違った様子を見せる。

### イエスの無罪性

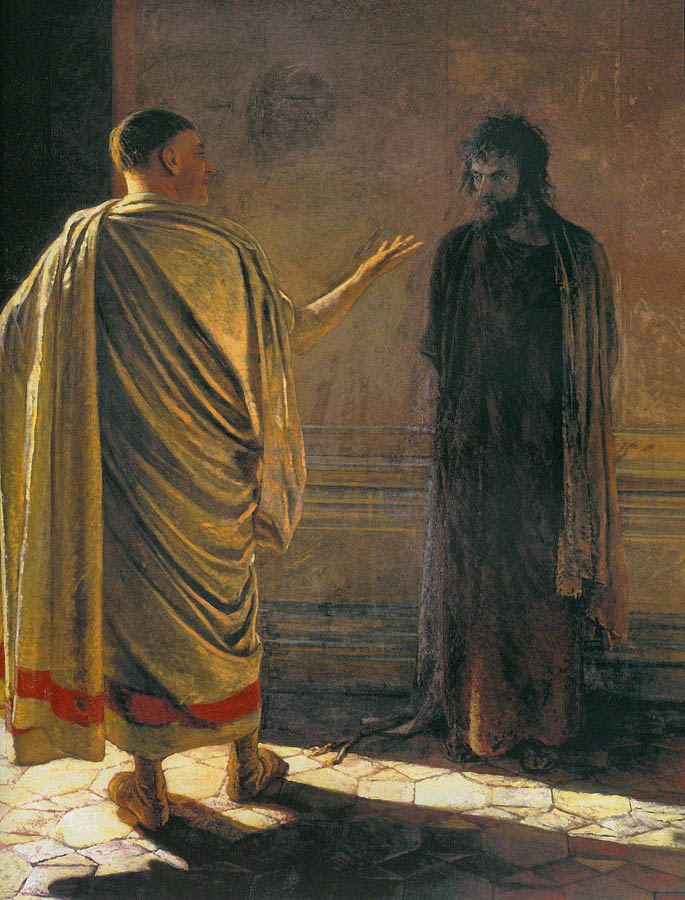
ピラトの質問「真理とは何か」ヨハネ 18:38（1890年ロシア、ニコライ・ゲー）

新約聖書に描かれるピラトは最初のうちイエスの処刑に消極的であった。福音書記者の証言では、ピラトがイエスの無罪を知っていたとされる（ルカ23:4、ヨハネ13:38）。
『ルカによる福音書』（23:4）には「わたしはこの男に何の罪を見いだせない」とピラトが語ったと書かれており、『ヨハネによる福音書』（19:6）には、「十字架につけろ。」と叫ぶ人々に対し、「わたしはこの男に罪を見いだせない」と述べたとあり、イエスの無実すら明言する。
『マタイによる福音書』（27:19）ではピラトの妻が登場し、死刑を宣告する前の晩に夢の中で苦しい目にあったので「あの正しい人」に関わらないでくださいと訴える。
『ルカによる福音書』（23:1-12）によれば、ピラトはヘロデ・アンテパスの所にイエスを送り、イエスはヘロデによる尋問を受ける。ヘロデは兵士と一緒にイエスを侮辱し、派手な服を着せてピラトのもとにイエスを送り返したので、それまで敵対していたピラトとヘロデは仲良くなったという。

### 手を洗うピラト

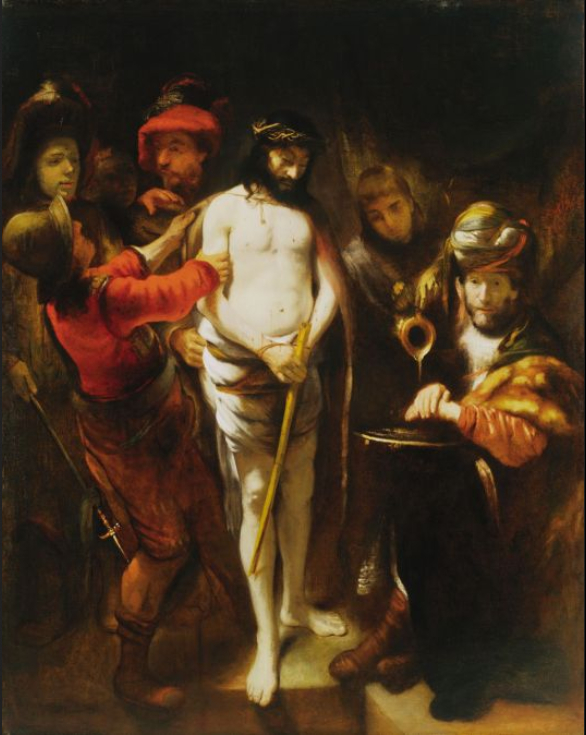
手を洗うピラト（17世紀後半オランダ、ニコラース・マース）

ピラトは手を洗って自分に責任がないことを示そうとしたが、彼は無罪を知りながら、人々を満足させるために不当な死刑判決を認めたのであり、ジェームス・パッカーはこれを最も愚かなジェスチャーである、としている。『マルコによる福音書』（15:1-15）と『ヨハネによる福音書』（19章）には群集の要求にこたえてやむをえずイエスの処刑に踏み切ったとの記述がある。ピラトの動機には自分の政治生命を守ることがあり（ヨハネ19:12）、ローマにユダヤの情勢が伝わらないようにしたいという願いがあったとされる。

## キリスト教の伝承におけるピラト
ユダヤ総督をつとめたこと以外、ピラトの事跡について史料にはないが、キリスト教がローマ帝国に広がるに従いピラトという人物は歴史編纂者の想像力をとらえた。
2世紀ごろに作られた偽の書簡（登場人物たちの年代が合わない）には、ピラトがクラウディウス皇帝に「イエスを救おうとしたが失敗に終わった」と報告しているものがあったり、テルトゥリアヌスのピラトが当時ひそかにキリスト教徒で、ティベリウスにイエスをパンテオンに加えるべきと提案したとしている説（Apologeticum21,24・5：2）、新約外典の『ニコデモ福音書』（『ピラト行伝』とも呼ばれる）では彼がイエスをどう扱ったかによる公式記録を含んでいると称しており、正典の福音書よりもさらにイエスに同情的な人物としている。ピラトの評判が絶頂になったのは東方諸教会（コプト正教会、エチオピア正教会）が彼を聖人としたときで、ピラトが罪を悔いキリスト教に改宗、熱心な信徒となったとの伝承を保存している。
一方、歴史家エウセビオスは著作の中でピラトがカリグラ帝によってガリアに流され、そこで自殺したという伝承を伝えており（エウセビオス、『教会史』II：7）、彼以降、ピラトが自ら命を絶ったり皇帝に処刑される（処刑者はネロだったりティベリウスだったりする場合もある）などという物語も広がった。自殺説はヒエロニムスなどにもみられるが、規模の大きいものではピラトゥス山の伝説で「ピラトが自害後、悪霊がその死体に群がったことで人々はその遺体に近づくことが耐えられず、川に捨てても川が煮えたぎって吐き出される様で、最後に山々に囲まれた墓穴に沈めた。」というものでこの山が後にピラトゥス山と呼ばれるようになったというものである。
しかし、佐藤研は教父の記述を確かではないとしている。また、佐藤研らはマルコ15:1-15節についても、これは実際のピラトの事跡や心情を反映したものでなく、イエスの死の責任をローマ帝国ではなくユダヤ教の指導者に転嫁したいという護教的記述でないかとしている。

## 考古学におけるピラト

### ピラトの石碑
1961年、イタリア人考古学者アントニオ・フローヴァ（Antonio Frova)博士が、地中海沿岸のカイザリアで碑文の刻まれた石板を発見した。この石板は、発見時にはカイザリア劇場の階段の一部として使われていた。
通称「ピラトの石碑」(82cm x 65cm)と呼ばれる。
発見された場所はピラトが紀元6年の初めに、自分の邸宅と軍隊の司令部を築いたカイサリア・マリテイマ(Caesarea Maritima)と呼ばれる海辺の町でもある。ラテン語で4行書かれており、そのうち3行は読むことが出来る。大まかに言うと、
「神聖なる皇帝アウグストウスの子テイベリウスに・・・ポンテイオ・ピラト・・・ユダヤの知事が・・・[これを] 献上した」

おそらく石板はテベリアム（皇帝テベリオを礼拝する神殿）の土台に使われており、後になって劇場階段で再利用されたものと思われる。この碑文は、ポンテオ・ピラトの任期中に「知事」という職名が使われたことを示している。タキトゥスとヨセフスは後年ピラトを「行政長官」と呼んでいる。新約聖書では「総督」と呼んでいるが（マタイ27：2）、これは両方の役職を合わせたものである。この碑文は、ピラトという名と知事という職名が同時に用いられている唯一のものである。

### 指輪
ベツレヘム近郊のヘロデオン（ヘロデ大王の墓で宮殿の遺跡）でみつかった銅の指輪が、総督ピラトのものである可能性がある。考古学者ポラット博士がよく磨いてみるよう指示したところ、ちょっとゆがんだ文字で「ピラトのもの」という文字が出てきたという。
イスラエルのハアレツ紙によると、ダニー・シュワルツ教授は「私はあの時代の他のピラトを誰も知らない。指輪は、その人物が高い地位にある人間だと示している」と述べた。

## 初期の非キリスト教徒による記述

### コルネリウス・タキトゥス
古代ローマの偉大な歴史家であるコルネリウス・タキトゥスは、イエスがピラトによって処刑されたと断言している。
イエスの死から25年後に生まれたタキトゥスは、イエスの話がローマ帝国に広がり、人々に強い影響を与えていく様子を目の当たりにした。彼は紀元115年、イエスとその信徒たちについて次のような否定的な内容の記述をしている。
「彼らは日頃から忌まわしい行為で人々から憎まれ、クリストゥス信奉者として知られていた。この呼び名はクリストゥスという人物の名前から取られており、 ティベリウス帝の治世下において、総督ポンティウス・ピラトによって処刑された。」